# Monica Guerritore
Monica Guerritore (Roma, 5 gennaio 1958) è un'attrice, regista, drammaturga, scrittrice italiana.

## Biografia
Nata a Roma da padre napoletano (Dino Guerritore, medico e primario ospedaliero) e madre calabrese (Giuseppina Pentimalli, attrice, figlia di Francesco Pentimalli), esordì cinematograficamente nel 1973 a 15 anni in Una breve vacanza di Vittorio De Sica e successivamente apparve in una piccola parte in Peccato veniale di Salvatore Samperi, ma la notorietà giunse nella primavera del 1974 con il teatro, allorquando Giorgio Strehler la fece debuttare al Piccolo di Milano nella parte di Anja ne Il giardino dei ciliegi di Anton Čechov. Nel 1975 fu coprotagonista insieme ad Anne Heywood nel film di Gianluigi Calderone La prima volta, sull'erba in cui, non ancora diciottenne, si cimentava sul grande schermo con l'erotismo adolescenziale, per quanto subliminale e, dopo Čechov, fu nuovamente sul palcoscenico durante la stagione estiva al Castello Sforzesco di Milano in un adattamento di Lamberto Puggelli di una delle prime opere di Molière, Lo stordito.
Dopo le ripetute riprese de Il giardino dei ciliegi, nel 1977 ancora un personaggio cechoviano: Elena nello Zio Vanja diretto da Mario Missiroli, con Anna Maria Guarnieri e Glauco Mauri. Nel 1978-79 è Viola nella Dodicesima notte, per la regia di Giorgio De Lullo, e Angelica ne Il malato immaginario con Romolo Valli. Nel 1981 si lega sentimentalmente e artisticamente a Gabriele Lavia, iniziando a recitare ne I masnadieri di Schiller. Lavia la dirige soprattutto in ruoli femminili molto forti come Giocasta, Lady Macbeth, Ofelia e La signorina Giulia. Nel 1995 interpreta Il giardino dei ciliegi nel ruolo della madre Liuba. Successivamente ricopre il ruolo di Marianne in Scene da un matrimonio di Ingmar Bergman. La coppia si separa nel 2001: la Guerritore incontra Giancarlo Sepe ed è con lui in spettacoli di teatro/danza come Madame Bovary, Carmen e La signora delle camelie.
Accanto alla carriera teatrale porta avanti anche quella televisiva e cinematografica: nel 1976 è accanto a Marcello Mastroianni nel film Signore e signori, buonanotte, nel 1977 è protagonista del primo sceneggiato Rai a colori, Manon Lescaut. Al cinema interpreta dal 1984 al 1986 quattro film erotici, che la consacrano come sex symbol del cinema italiano: fa scandalo il suo film sull'incesto Fotografando Patrizia di Salvatore Samperi (1984). Ricopre poi il ruolo di co-protagonista accanto a Laura Antonelli ne La venexiana di Mauro Bolognini (1986). Anche Gabriele Lavia l'ha diretta in due film dal forte contenuto sessuale: Scandalosa Gilda (1985) e Sensi (1986).
Torna in Rai per sua decisione solamente nel 1997 con Costanza di Pierluigi Calderoni e nel 1999 con L'amore oltre la vita. Nel marzo 2004 la troviamo nel ruolo di Ambra in Amanti e segreti, e due anni più tardi in quello di Ada Sereni nel film in due puntate Exodus: i clandestini del mare. Lavia la dirige insieme a Giancarlo Giannini, Raoul Bova e Michele Placido nel grande successo La lupa (1996). Nel 2007 invece iniziano le riprese di Un giorno perfetto di Ferzan Özpetek, che conquista consensi al Festival del cinema di Venezia nel 2008.
A marzo 2008 viene chiamata da Mimmo Calopresti per interpretare la madre di uno dei ragazzi uccisi nel film documentario sulla tragedia della Thyssen-Krupp, La fabbrica dei tedeschi. A maggio lavora sul set dell'amico Pappi Corsicato per una partecipazione nel film che segna il ritorno del regista, Il seme della discordia. A settembre-ottobre 2008 gira La bella gente con Antonio Catania e Elio Germano, per la regia di Ivano De Matteo. La pellicola vince il Festival di Annecy e riscuote in Francia notevole successo. Nel 2009 è stata impegnata nelle riprese di Sant'Agostino nel ruolo di Monica con Alessandro Preziosi e la regia di Christian Dugay, produzione Lux Films. La miniserie televisiva è andata in onda su Rai 1 nel gennaio 2010. Sempre sulla rete primaria, l'anno successivo ritorna con la serie Rossella, regia di Gianni Lepre. Nel cinema ottiene un altro grande successo con La peggior settimana della mia vita di Alessandro Genovesi.
Ma è nel teatro che Monica Guerritore trova la sua via, anche come interprete-regista, drammaturga di spettacoli di grandissimo successo come Giovanna d'Arco e Dall'Inferno all'Infinito. Il 25 febbraio 2011 le viene consegnato il premio Moriconi come "Protagonista della scena". L'importante riconoscimento internazionale è stato assegnato all'artista per la sua forte personalità artistica e per la passionalità delle interpretazioni teatrali e cinematografiche. Il primo maggio 2012 è andata in onda la commedia di Eduardo De Filippo Sabato, domenica e lunedì in cui la Guerritore ha interpretato il personaggio di Rosa Priore. In quest'occasione si registra una polemica piuttosto accesa con il giornalista Bruno Vespa. Quest'ultimo, per motivare l'assenza dell'attrice nella puntata di Porta a Porta dedicata alla commedia eduardiana, asserisce che è molto malata. Di fronte alla secca smentita dell'interessata Vespa è costretto a chiedere pubblicamente scusa.
Con Mi chiedete di parlare, un testo su Oriana Fallaci da lei scritto e interpretato, conquista il Festival di Spoleto (luglio 2011) e gira per due stagioni. Nel 2011 è nominata dal Presidente Giorgio Napolitano, Commendatore al Merito della Repubblica Italiana per il suo impegno nel campo delle arti e della cultura. Nell'aprile del 2012 torna al Piccolo Teatro, per la prima volta dal 1974, con lo spettacolo Mi chiedete di parlare, registrando il tutto esaurito. Nel febbraio 2013 esordisce con il musical End of the Rainbow di Peter Quilter per la regia di Juan Diego Puerta López. In quest'opera, incentrata sulla figura della celebre Judy Garland, la Guerritore canta dal vivo. Nel febbraio 2013 va in onda Trilussa con Michele Placido. Nella fiction interpreta Rossa Tomei, la donna del popolo che fu accanto al poeta per tutta la vita e che alla morte di lui, sfrattata, morì sola e in povertà.
Nel 2014 è presidente della giuria del Premio Campiello. A ottobre dello stesso anno è a fianco di Giovanni Nuti, con lo spettacolo Mentre rubavo la vita folle e commovente, su poesie di Alda Merini, musiche dello stesso Nuti e regia di Mimma Nocelli. A febbraio 2015 è regista e interprete di Qualcosa rimane (Collected stories) del Premio Pulitzer Donald Margulies. È stata candidata ai Nastri D'Argento 2016 come Migliore Attrice per la sua interpretazione ne La bella gente, per la regia di Ivano De Matteo. Nel 2016-2017 apre la stagione del teatro Sistina con il ritorno in scena del musical su Judy Garland End of the Rainbow e riprende per il terzo anno Qualcosa rimane.
Nelle stagioni 2016-17 e 2017-18 porta al successo Mariti e mogli che riscrive, dirige e interpreta autorizzata dallo stesso Woody Allen. Riprende a grande richiesta, dopo 10 anni, Giovanna D'Arco nella tournée 2018-19. Per l'interpretazione nel film Puoi baciare lo sposo (2018) si aggiudicò nel 2018 il Premio Flaiano. Dal 2019 è regista è interprete de L'anima buona di Sezuan (2019) nella versione del suo maestro, Giorgio Strehler (1981).
Attiva soprattutto in teatro fin da quando, a 16 anni, esordì a Milano sotto la direzione di Giorgio Strehler, ha costituito per circa vent'anni un sodalizio, artistico e sentimentale, con il regista Gabriele Lavia insieme a cui ha rappresentato, in scena e su pellicola, opere di autori moderni e contemporanei come von Kleist (Il principe di Homburg), Čechov (Il giardino dei ciliegi, Zio Vanja), Ibsen (Spettri), Strindberg (Il padre, La signorina Giulia), Pirandello (Sei personaggi in cerca d'autore), Sartre (Il diavolo e il buon Dio), Bergman (Scene da un matrimonio) ma anche classici come Shakespeare (Amleto, Macbeth, Riccardo III) o Molière (Il malato immaginario).
Sul grande schermo, soprattutto nella prima parte della sua carriera, ha affrontato temi di rilevanza sociale come la sessualità adolescenziale (La prima volta, sull'erba), il perbenismo borghese sul tema dell'aborto (Stato interessante, Eutanasia di un amore), o anche incesto e adulterio (Fotografando Patrizia, Scandalosa Gilda). Nel nuovo millennio si è cimentata anche nella regia teatrale con la messa in scena di lavori contemporanei di Brecht (L'anima buona di Sezuan), Woody Allen (Mariti e mogli) e anche di sé stessa (Mi chiedete di parlare). Nella Stagione teatrale 23/24 debutta con lo spettacolo Ginger e Fred, tratto dal film di Federico Fellini di cui firma l'adattamento, ed è regista e interprete insieme a Massimiliano Vado. Per meriti artistici è insignita dal 2011 dell'onorificenza di commendatore al merito della Repubblica.

## Vita privata
Ha due figlie, avute dal primo marito Gabriele Lavia. Alla fine degli anni settanta ha avuto una relazione con l'attore Giancarlo Giannini e una con Giancarlo Leone.
Dal 2001 è la compagna dell'ex presidente della Rai, professore di diritto costituzionale ed ex parlamentare del PD Roberto Zaccaria, presidente della ONLUS Consiglio Italiano per i Rifugiati (CIR), con il quale si è sposata nel 2010.

## Filmografia

### Cinema
- Una breve vacanza, regia di Vittorio De Sica (1973)
- Peccato veniale, regia di Salvatore Samperi (1974)
- La prima volta, sull'erba, regia di Gianluigi Calderone (1975)
- Signore e signori, buonanotte, regia di Luigi Comencini (1976)
- Stato interessante, regia di Sergio Nasca (1977)
- L'ultimo giorno d'amore (L'homme pressé), regia di Édouard Molinaro (1977)
- Eutanasia di un amore, regia di Enrico Maria Salerno (1978)
- Amo non amo, regia di Armenia Balducci (1979)
- Uomini e no, regia di Valentino Orsini (1980)
- Ombre, regia di Mario Caiano (1980)
- Bosco d'amore, regia di Alberto Bevilacqua (1981)
- Più bello di così si muore, regia di Pasquale Festa Campanile (1982)
- Io con te non ci sto più, regia di Gianni Amico (1982)
- Principe di Homburg, regia di Gabriele Lavia (1983)
- La vela incantata, regia di Gianfranco Mingozzi (1983)
- Fotografando Patrizia, regia di Salvatore Samperi (1984)
- Scandalosa Gilda, regia di Gabriele Lavia (1985)
- La venexiana, regia di Mauro Bolognini (1986)
- Sensi, regia di Gabriele Lavia (1986)
- Strana la vita, regia di Giuseppe Bertolucci (1987)
- Mutande pazze, regia di Roberto D'Agostino (1992)
- La lupa, regia di Gabriele Lavia (1996)
- Femmina - Alla fine della storia, regia di Giuseppe Ferlito (1998)
- Liberarsi - Figli di una rivoluzione minore, regia di Salvatore Romano (2007)
- Sandrine nella pioggia, regia di Tonino Zangardi (2008)
- Un giorno perfetto, regia di Ferzan Özpetek (2008)
- La fabbrica dei tedeschi, regia di Mimmo Calopresti (2008)
- Il seme della discordia, regia di Pappi Corsicato (2008)
- La bella gente, regia di Ivano De Matteo (2009)
- La peggior settimana della mia vita, regia di Alessandro Genovesi (2011)
- Profumi d'Algeri (Parfum's d'Alger), regia di Rachid Benhadj (2012)
- Come non detto, regia di Ivan Silvestrini (2012)
- Puoi baciare lo sposo, regia di Alessandro Genovesi (2018)
- Tuttapposto, regia di Gianni Costantino (2019)
- Girasoli, regia di Catrinel Marlon (2024)

### Televisione
- Manon, regia di Sandro Bolchi – miniserie TV (1976)
- La tela del ragno, regia di Mario Ferrero – miniserie TV (1980)
- Uno di noi, regia di Fabrizio Costa – miniserie TV (1996)
- Costanza, regia di Gianluigi Calderone – miniserie TV (1998)
- Scene da un matrimonio, regia di Gabriele Lavia – film TV (1999)
- L'amore oltre la vita, regia di Mario Caiano – film TV (1999)
- Retour aux sourses, regia di Didier Grousset (2003)
- Amanti e segreti – serie TV (2004-2005)
- Questo amore, regia di Luca Manfredi – miniserie TV (2004)
- Exodus - Il sogno di Ada, regia di Gianluigi Calderone – miniserie TV (2007)
- Fuga con Marlene, regia di Alfredo Peyretti – film TV (2007)
- Sant'Agostino, regia di Christian Duguay – miniserie TV (2009)
- Rossella – serie TV (2011)
- Sabato, domenica e lunedì, regia di Massimo Ranieri – film TV (2012)
- Trilussa - Storia d'amore e di poesia, regia di Lodovico Gasparini – miniserie TV (2013)
- Non uccidere – serie TV, 12 episodi (2015)
- Speravo de morì prima, regia di Luca Ribuoli – miniserie TV (2021)
- Vita da Carlo – serie TV, 24 episodi (2021-in corso)
- The Good Mothers – serie TV, episodi 1x04-1x06 (2023)
- Inganno, regia di Pappi Corsicato – miniserie TV (2024)

### Cortometraggi
- Sono io, regia di Sergio Castellitto (2006)
- Tommaso, regia di Luigi Vincenzo Mascolo (2014)
- Il vestito da sposa, regia di Rafael Farina Issas (2018)

## Teatro

### Attrice
- Il giardino dei ciliegi, regia di Giorgio Strehler (1974-1977)
- Lo stordito, ovvero I contrattempi, regia di Lamberto Puggelli (1975)
- Zio Vanja, regia di Mario Missiroli (1978)
- La dodicesima notte, regia di Giorgio De Lullo (1979)
- Il malato immaginario, regia di Giorgio De Lullo (1980)
- I masnadieri, regia di Gabriele Lavia (1982)
- Il principe di Homburg, regia di Gabriele Lavia (1983)
- Don Carlos, regia di Gabriele Lavia (1983)
- Amleto, regia di Gabriele Lavia (1985)
- Il diavolo e il buon Dio, regia di Gabriele Lavia (1986)
- Spettri, regia di Gabriele Lavia (1986)
- La casa scoppiata, regia di Gabriele Lavia (1987)
- Macbeth, regia di Gabriele Lavia (1987-1988)
- Edipo re, regia di Gabriele Lavia (1988-1989)
- Il padre, regia di Gabriele Lavia (1988-1990)
- Riccardo III, regia di Gabriele Lavia (1989)
- Zio Vanja, regia di Gabriele Lavia (1990-1991)
- La signorina Giulia, regia di Gabriele Lavia (1992)
- Sei personaggi in cerca d'autore, regia di Mario Missiroli (1993)
- Il duello, regia di Gabriele Lavia (1994)
- Il giardino dei ciliegi, regia di Gabriele Lavia (1995-1996)
- Scene da un matrimonio, regia di Gabriele Lavia (1997-1998)
- Madame Bovary, regia di Giancarlo Sepe (1999-2001)
- Odissea, regia di Matteo Tarasco (2001)
- Carmen, regia di Giancarlo Sepe (2001-2002)
- La signora delle camelie, regia di Giancarlo Sepe (2003-2004)
- Giovanna D'Arco (2005-2009)
- Teresa d'Avila (2005)
- Dall'inferno all'infinito (2008-2010)
- Danza di morte, regia di Gabriele Lavia (2010)
- Mi chiedete di parlare (2011-2013)
- End of the Rainbow, regia di Juan Diego Puerta López (2013)
- Mentre rubavo la vita folle e commovente, regia di Mimma Nocelli (2014)
- Qualcosa rimane (2016)
- Mariti e mogli (2017-2018)
- L'anima buona di Sezuan (2019)
- Ginger e Fred dal film di Federico Fellini, con Massimiliano Vado (2024)

### Regista
- Giovanna D'Arco (2005-2009)
- Teresa d'Avila (2005)
- Dall'inferno all'infinito (2008-2010)
- Amore e psyche (2009-2010)
- Mi chiedete di parlare (2011-2013)
- Qualcosa rimane (2016)
- Mariti e mogli (2017-2018)
- L'anima buona di Sezuan di Bertolt Brecht (2019)
- Ginger e Fred dal film di Federico Fellini, con Massimiliano Vado (2024)

## Riconoscimenti
- David di Donatello
  - 1997 – Candidatura alla migliore attrice protagonista per La lupa

- Nastro d'argento
  - 2016 – Candidatura alla migliore attrice protagonista per La bella gente
- Nastri d'argento - Grandi Serie
  - 2022 – Migliore attrice non protagonista per Vita da Carlo e Speravo de morì prima[15]
  - 2025 – Nastro d'argento Speciale - Protagonisti dell'anno per Inganno[16]

- Premio Flaiano
  - 1998 – Premio Flaiano per il teatro[17] per Scene da un matrimonio[18]

- Taormina Arte Award
  - 1977 – Arancia d'oro alla miglior attrice

## Audiolibri
- La profezia di Celestino

## Opere
- Monica Guerritore, La forza del cuore, Mondadori, 2010, ISBN 9788804596509
- Monica Guerritore, Quel che so di lei. Donne prigioniere di amori straordinari, Longanesi, 2019, ISBN 9788830453302